# Pasmo 47 GHz
Pasmo 47 GHz (6 mm) – pasmo radiowe, przyznane krótkofalowcom, zawiera się w zakresie fal milimetrowych w przedziale od 47,000 do 47,200 GHz.

## Podział pasma 47 GHz[1]
| Częstotliwość (GHz) | Maksymalna szerokość pasma (Hz) | Rodzaje emisji   |
| ------------------- | ------------------------------- | ---------------- |
| 47,000 – 47,088     | brak                            | wszystkie emisje |
| 47,088 – 47,090     | 2700                            | wszystkie emisje |
| 47,090 – 47,200     | brak                            | wszystkie emisje |